# Большая Кольтайга
Большая Кольтайга (Куль-Тайга) — гора (1856,3 м), вершина Абаканского хребта, на границе Республики Хакасия и Кемеровской области, на территории Таштыпского района. Пологие склоны покрыты темнохвойной тайгой, на северном склоне (1600 м) — истоки реки Большой Таштып.

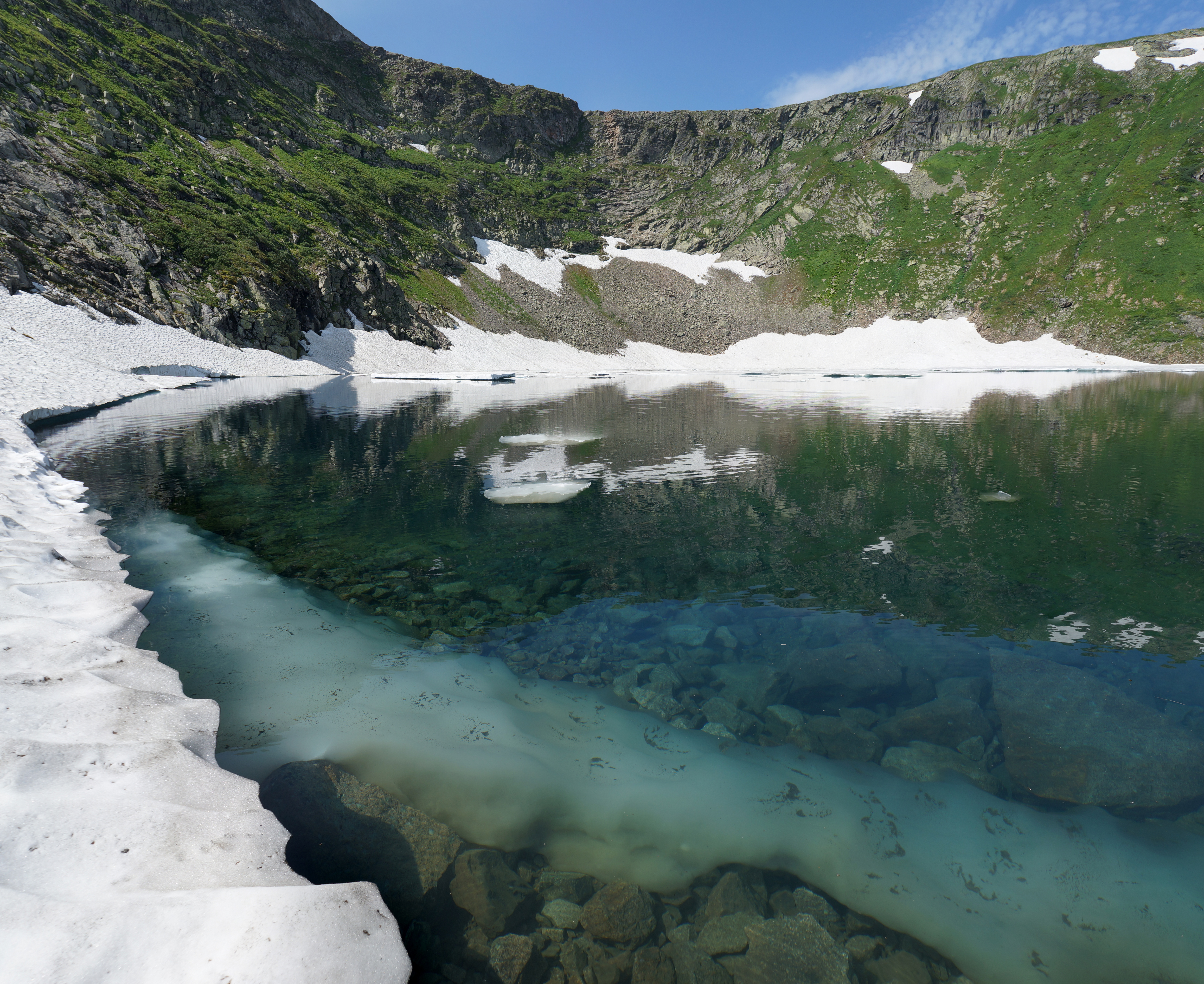

Является родовой горой сеока хобый.

## Легенда о горе́
«Давным-давно в долине реки Таштып жил охотник по имени Айтан. Жена его умерла, и остались у охотника четыре маленькие дочки. Выросли они девушками стройными, красивыми, с голубыми глазами и длинными косами. Хозяйственными были, помогали отцу по дому: коров доили, овец пасли, из шерсти делали пряжу, вязали носки и рукавицы… Сильно любил отец дочек, поэтому решил им сделать хороший богатый подарок.

Однажды зимой настрелял Айтан много соболей, пошёл в шорское поселение и обменял соболиные шкурки на шёлк для платьев дочерям: голубого цвета, жёлтого, красного и белого.

Долго не было дома отца. Дочки сидели одни и печалились. Вдруг услышали на улице лай собак, выскочили из чума. Видят — отец пришёл на шанах (обитых шкурой животных лыжах — Прим. ред.), борода вся в сосульках… Зашёл Айтан домой, накормили его дочери, чаем горячим напоили. Отогревшись, развязал охотник кожаную торбу и вытащил оттуда куски шёлка. Красный кусок отдал старшей дочери, голубой и жёлтый отдал средним дочерям, а белый шёлк достался младшенькой. Дочки обрадовались, — никогда у них платьев не было, тем более шёлковых, носили они штаны и куртки кожаные. Принялись они кроить да шить себе платья…

И вот пришла весна, потекли ручьи, снег стал таять, а охотники начали возвращаться домой с зимней охоты. Путь четырёх охотников-богатырей, двое из которых были шорцами, двое — хакасами, проходил через долину реки Таштып, недалеко от жилища Айтана. Проходя мимо чума, увидели охотники сидящих на чурочках красавиц в шёлковых платьях. Разгорелся между охотниками спор из-за девушек, который перешёл в жестокий бой. Метали стрелы огненные друг в друга, кидали камни, в конце концов, забили они друг друга до смерти, а их тела превратились в подковообразную гору с четырьмя вершинами, которая с тех пор зовётся Большая Кольтайга.

Девушки, конечно, опечалились такому исходу схватки — приглянулись им охотники. Накрыли охотничьи дочки вершины горы шёлковым саваном и долго плакали по умершим, да так сильно плакали, что сами превратились в слёзы, а слёзы собрались в озёра. Старшая дочка наплакала больше всех и превратилась в самое большое озеро, средние стали озёрами поменьше, а младшая дочка превратилась в самое маленькое озерцо. Вода в этих озёрах очень холодная и чистая, как слеза.

С тех пор гора Большая Кольтайга считается священной и у шорцев, и у хакасов. Живут они дружно, помнят и чтят тех охотников-богатырей и девушек. Кстати, охотники несли с собой золото, поэтому все ручьи, которые вытекают из горы — золотоносные».